# Comuna Suhuluceni, Telenești
Comuna Suhuluceni este o comună din raionul Telenești, Republica Moldova. Este formată din satele Suhuluceni (sat-reședință) și Ghermănești.

## Demografie
Conform datelor recensământului din 2014, comuna are o populație de 1.643 de locuitori. La recensământul din 2004 erau 1.895 de locuitori.

## Administrație și politică
Componența Consiliului local Suhuluceni (9 consilieri), ales la 5 noiembrie 2023, este următoarea:
|  | Partid                                | Consilieri | Componență | Componență | Componență | Componență | Componență | Componență | Componență |
|  | ------------------------------------- | ---------- | ---------- | ---------- | ---------- | ---------- | ---------- | ---------- | ---------- |
|  | Partidul Acțiune și Solidaritate      | 7          |            |            |            |            |            |            |            |
|  | Partidul Liberal Democrat din Moldova | 1          |            |            |            |            |            |            |            |
|  | Partidul Schimbării                   | 1          |            |            |            |            |            |            |            |